# Nikon Indy 300 de 2008
O Nikon Indy 300 de 2008 foi a décima oitava e última corrida da temporada de 2008 da IndyCar Series. A corrida foi disputada no dia 26 de outubro em um circuito montado nas ruas da cidade de Surfers Paradise, Queensland, sendo uma prova extra-campeonato que não valeu pontos para o campeonato. O vencedor foi o piloto australiano Ryan Briscoe da equipe Team Penske.

## Pilotos e Equipes
| Nº | Piloto            | Equipe                     | Chassis | Motor | Pneu |
| -- | ----------------- | -------------------------- | ------- | ----- | ---- |
| 2  | A. J. Foyt IV     | Vision Racing              | Dallara | Honda | F    |
| 3  | Hélio Castroneves | Team Penske                | Dallara | Honda | F    |
| 4  | Dan Wheldon       | Panther Racing             | Dallara | Honda | F    |
| 5  | Oriol Servià (R)  | KV Racing Technology       | Dallara | Honda | F    |
| 6  | Ryan Briscoe      | Team Penske                | Dallara | Honda | F    |
| 7  | Danica Patrick    | Andretti-Green Racing      | Dallara | Honda | F    |
| 8  | Will Power (R)    | KV Racing Technology       | Dallara | Honda | F    |
| 9  | Scott Dixon       | Chip Ganassi Racing        | Dallara | Honda | F    |
| 10 | Dario Franchitti  | Chip Ganassi Racing        | Dallara | Honda | F    |
| 11 | Tony Kanaan       | Andretti-Green Racing      | Dallara | Honda | F    |
| 14 | Vitor Meira       | A. J. Foyt Enterprises     | Dallara | Honda | F    |
| 15 | Buddy Rice        | Dreyer & Reinbold Racing   | Dallara | Honda | F    |
| 17 | Ryan Hunter-Reay  | Rahal Letterman Racing     | Dallara | Honda | F    |
| 18 | Bruno Junqueira   | Dale Coyne Racing          | Dallara | Honda | F    |
| 19 | Mario Moraes (R)  | Dale Coyne Racing          | Dallara | Honda | F    |
| 20 | Ed Carpenter      | Vision Racing              | Dallara | Honda | F    |
| 23 | Townsend Bell     | Dreyer & Reinbold Racing   | Dallara | Honda | F    |
| 26 | Marco Andretti    | Andretti-Green Racing      | Dallara | Honda | F    |
| 27 | Hideki Mutoh (R)  | Andretti-Green Racing      | Dallara | Honda | F    |
| 33 | E. J. Viso (R)    | HVM Racing                 | Dallara | Honda | F    |
| 34 | Jaime Câmara (R)  | Conquest Racing            | Dallara | Honda | F    |
| 36 | Alex Tagliani     | Conquest Racing            | Dallara | Honda | F    |
| 02 | Justin Wilson (R) | Newman/Haas/Lanigan Racing | Dallara | Honda | F    |
| 06 | Graham Rahal (R)  | Newman/Haas/Lanigan Racing | Dallara | Honda | F    |

- (R) - Rookie

## Resultados

### Treino classificatório
| Treino classificatório - 25 de outubro | Treino classificatório - 25 de outubro | Treino classificatório - 25 de outubro | Treino classificatório - 25 de outubro | Treino classificatório - 25 de outubro | Treino classificatório - 25 de outubro | Treino classificatório - 25 de outubro | Treino classificatório - 25 de outubro | Treino classificatório - 25 de outubro |
| Pos.                                   | Nº                                     | Piloto                                 | Equipe                                 | Q1                                     | Q1                                     | Q2                                     | Q3                                     |                                        |
| Pos.                                   | Nº                                     | Piloto                                 | Equipe                                 | Grupo 1                                | Grupo 2                                | Q2                                     | Q3                                     |                                        |
| -------------------------------------- | -------------------------------------- | -------------------------------------- | -------------------------------------- | -------------------------------------- | -------------------------------------- | -------------------------------------- | -------------------------------------- | -------------------------------------- |
| 1                                      | 8                                      | Will Power (R)                         | KV Racing Technology                   |                                        | 1:50.4357                              | 1:40.4642                              | 1:34.9451                              |                                        |
| 2                                      | 9                                      | Scott Dixon                            | Chip Ganassi Racing                    |                                        | 1:50.7996                              | 1:39.2049                              | 1:35.7672                              |                                        |
| 3                                      | 6                                      | Ryan Briscoe                           | Team Penske                            | 1:55.4900                              |                                        | 1:40.3121                              | 1:35.8007                              |                                        |
| 4                                      | 10                                     | Dario Franchitti                       | Chip Ganassi Racing                    |                                        | 1:51.3389                              | 1:39.8594                              | 1:35.9336                              |                                        |
| 5                                      | 17                                     | Ryan Hunter-Reay                       | Rahal Letterman Racing                 | 1:53.1807                              |                                        | 1:40.8848                              | 1:36.4030                              |                                        |
| 6                                      | 3                                      | Hélio Castroneves                      | Team Penske                            |                                        | 1:51.5920                              | 1:39.6232                              | 1:36.7425                              |                                        |
| 7                                      | 36                                     | Alex Tagliani                          | Conquest Racing                        | 1:53.4650                              |                                        | 1:41.3122                              |                                        |                                        |
| 8                                      | 11                                     | Tony Kanaan                            | Andretti-Green Racing                  |                                        | 1:50.6625                              | 1:41.4023                              |                                        |                                        |
| 9                                      | 02                                     | Justin Wilson (R)                      | Newman/Haas/Lanigan Racing             |                                        | 1:50.6966                              | 1:42.0429                              |                                        |                                        |
| 10                                     | 33                                     | E. J. Viso (R)                         | HVM Racing                             | 1:54.5978                              |                                        | 1:42.9185                              |                                        |                                        |
| 11                                     | 14                                     | Vitor Meira                            | A. J. Foyt Enterprises                 | 1:54.2486                              |                                        | 1:44.3348                              |                                        |                                        |
| 12                                     | 19                                     | Mario Moraes (R)                       | Dale Coyne Racing                      | 1:55.1731                              |                                        | 1:51.5054                              |                                        |                                        |
| 13                                     | 06                                     | Graham Rahal (R)                       | Newman/Haas/Lanigan Racing             | 1:55.6155                              |                                        |                                        |                                        |                                        |
| 14                                     | 26                                     | Marco Andretti                         | Andretti-Green Racing                  |                                        | 1:52.2084                              |                                        |                                        |                                        |
| 15                                     | 5                                      | Oriol Servià (R)                       | KV Racing Technology                   | 1:55.6628                              |                                        |                                        |                                        |                                        |
| 16                                     | 27                                     | Hideki Mutoh (R)                       | Andretti-Green Racing                  |                                        | 1:53.3353                              |                                        |                                        |                                        |
| 17                                     | 18                                     | Bruno Junqueira                        | Dale Coyne Racing                      | 1:58.0183                              |                                        |                                        |                                        |                                        |
| 18                                     | 4                                      | Dan Wheldon                            | Panther Racing                         |                                        | 1:53.9160                              |                                        |                                        |                                        |
| 19                                     | 20                                     | Ed Carpenter                           | Vision Racing                          | 1:58.7664                              |                                        |                                        |                                        |                                        |
| 20                                     | 34                                     | Jaime Câmara (R)                       | Conquest Racing                        |                                        | 1:54.0514                              |                                        |                                        |                                        |
| 21                                     | 23                                     | Townsend Bell                          | Dreyer & Reinbold Racing               | 1:58.9264                              |                                        |                                        |                                        |                                        |
| 22                                     | 15                                     | Buddy Rice                             | Dreyer & Reinbold Racing               |                                        | 1:54.3489                              |                                        |                                        |                                        |
| 23                                     | 7                                      | Danica Patrick                         | Andretti-Green Racing                  | sem tempo                              |                                        |                                        |                                        |                                        |
| 24                                     | 2                                      | A. J. Foyt IV                          | Vision Racing                          |                                        | sem tempo                              |                                        |                                        |                                        |
| Relatório                              |                                        |                                        |                                        |                                        |                                        |                                        |                                        |                                        |

- (R) - Rookie

### Corrida
| Corrida - 26 de outubro    | Corrida - 26 de outubro | Corrida - 26 de outubro | Corrida - 26 de outubro    | Corrida - 26 de outubro | Corrida - 26 de outubro | Corrida - 26 de outubro | Corrida - 26 de outubro | Corrida - 26 de outubro |
| Pos                        | Nº                      | Piloto                  | Equipe                     | Voltas                  | Tempo                   | Largada                 | Voltas na Liderança     | Pontos                  |
| -------------------------- | ----------------------- | ----------------------- | -------------------------- | ----------------------- | ----------------------- | ----------------------- | ----------------------- | ----------------------- |
| 1                          | 6                       | Ryan Briscoe            | Team Penske                | 60                      | 1:45:50.3868            | 3                       | 39                      | 0                       |
| 2                          | 9                       | Scott Dixon             | Chip Ganassi Racing        | 60                      | +0.5019                 | 2                       | 1                       | 0                       |
| 3                          | 17                      | Ryan Hunter-Reay        | Rahal Letterman Racing     | 60                      | +9.1179                 | 5                       | 0                       | 0                       |
| 4                          | 36                      | Alex Tagliani           | Conquest Racing            | 60                      | +19.9844                | 7                       | 1                       | 0                       |
| 5                          | 5                       | Oriol Servià (R)        | KV Racing Technology       | 60                      | +20.4376                | 15                      | 0                       | 0                       |
| 6                          | 33                      | E. J. Viso (R)          | HVM Racing                 | 60                      | +33.7249                | 10                      | 1                       | 0                       |
| 7                          | 3                       | Hélio Castroneves       | Team Penske                | 60                      | +34.4931                | 6                       | 0                       | 0                       |
| 8                          | 27                      | Hideki Mutoh (R)        | Andretti-Green Racing      | 60                      | +55.7467                | 16                      | 0                       | 0                       |
| 9                          | 06                      | Graham Rahal (R)        | Newman/Haas/Lanigan Racing | 60                      | +1:20.0592              | 13                      | 0                       | 0                       |
| 10                         | 15                      | Buddy Rice              | Dreyer & Reinbold Racing   | 60                      | +1:31.9901              | 22                      | 0                       | 0                       |
| 11                         | 4                       | Dan Wheldon             | Panther Racing             | 60                      | +1:31.9902              | 18                      | 0                       | 0                       |
| 12                         | 02                      | Justin Wilson (R)       | Newman/Haas/Lanigan Racing | 60                      | +1:31.9353              | 9                       | 0                       | 0                       |
| 13                         | 26                      | Marco Andretti          | Andretti-Green Racing      | 60                      | +1:38.3970              | 14                      | 0                       | 0                       |
| 14                         | 14                      | Vitor Meira             | A. J. Foyt Enterprises     | 59                      | +1 volta                | 11                      | 0                       | 0                       |
| 15                         | 18                      | Bruno Junqueira         | Dale Coyne Racing          | 59                      | +1 volta                | 17                      | 0                       | 0                       |
| 16                         | 10                      | Dario Franchitti        | Chip Ganassi Racing        | 59                      | +1 volta                | 4                       | 2                       | 0                       |
| 17                         | 2                       | A. J. Foyt IV           | Vision Racing              | 58                      | +2 voltas               | 24                      | 0                       | 0                       |
| 18                         | 7                       | Danica Patrick          | Andretti-Green Racing      | 58                      | +2 voltas               | 23                      | 0                       | 0                       |
| 19                         | 34                      | Jaime Câmara (R)        | Conquest Racing            | 58                      | +2 voltas               | 20                      | 0                       | 0                       |
| 20                         | 20                      | Ed Carpenter            | Vision Racing              | 57                      | Contato                 | 19                      | 0                       | 0                       |
| 21                         | 11                      | Tony Kanaan             | Andretti-Green Racing      | 34                      | Mecânico                | 8                       | 0                       | 0                       |
| 22                         | 8                       | Will Power (R)          | KV Racing Technology       | 16                      | Contato                 | 1                       | 16                      | 0                       |
| 23                         | 23                      | Townsend Bell           | Dreyer & Reinbold Racing   | 8                       | Contato                 | 21                      | 0                       | 0                       |
| 24                         | 19                      | Mario Moraes (R)        | Dale Coyne Racing          | 7                       | Contato                 | 12                      | 0                       | 0                       |
| Relatório[ligação inativa] |                         |                         |                            |                         |                         |                         |                         |                         |

- (R) - Rookie